# Сражение при Суассоне (486)
Сражение при Суассоне (фр. Bataille de Soissons) — состоявшееся в 486 году около Суассона сражение, в котором франки короля Хлодвига I разбили галло-римлян правителя Суассонской области Сиагрия. Первая военная кампания Хлодвига I.

## Описание

### Исторические источники
Наиболее ранним из средневековых исторических источников, сообщавшим сведения о сражении при Суассоне, была «История франков» Григория Турского. Писавшие несколько позднее историк Фредегар и анонимный автор «Книги истории франков» в изложении этих событий почти дословно повторили свидетельства о сражении своего предшественника. Некоторые сведения, отсутствующие в трудах франкских историков, содержатся в агиографической литературе.

### Предыстория
После падения в 476 году Западной Римской империи территория Римской Галлии оказалась разделённой между несколькими государственными образованиями. Наиболее крупными из них были находившаяся под властью бывшего римского наместника Сиагрия Суассонская область и варварские королевства франков, вестготов и бургундов.
Владения франков, вероятно, в это время всё ещё находившихся на положении римских федератов, ограничивались территорией бывшей римской провинции Белгика с городами Камбре и Турне. Первое время при короле Хильдерике I франки и галло-римляне совместно успешно противостояли попыткам правителя вестготов Эйриха расширить своё королевство к северу от реки Луары. Однако незадолго до своей смерти в 481 году Хильдерик I предпринял несколько попыток установить контроль над некоторыми областями Суассонской области. В том числе, он безуспешно пытался овладеть Парижем. Окончательный разрыв союзнических отношений между франками и Сиагрием произошёл после смерти в 484 году их общего врага, короля вестготов Эйриха, и вступления на вестготский престол его малолетнего сына Алариха II.

### Сражение
Противостояние между желавшим присоединить к своим владениям богатые земли Суассонской области королём франков Хлодвигом I и Сиагрием привело весной 486 года к войне между ними. Франкское войско под командованием Хлодвига и его родственника Рагнахара вторглось во владения Сиагрия и беспрепятственно дошло до Суассона. Здесь между франками и галло-римлянами произошло сражение. Григорий Турский очень скупо описывает обстоятельства битвы, сообщая только то, что по предложению Хлодвига Сиагрий сам выбрал поле для битвы и что после поражения правитель Суассонской области укрылся в Тулузе при дворе короля вестготов Алариха II. Угрожая тому войной, Хлодвиг вынудил вестготского правителя выдать ему Сиагрия, который вскоре был казнён.
При захвате Суассона франкам досталась большая добыча, по обычаю разделённая между всеми воинами, участвовавшими в походе. С одним из трофеев, так называемой Суассонской чашей, был связан инцидент, ставший свидетельством всё ещё сохранявшихся у франков обычаев военной демократии, а также уже наметившегося в то время сближения Хлодвига I с христианским духовенством.

### Итоги
Несмотря на поражение галло-римского войска в сражении при Суассоне, некоторые крупные города продолжили сопротивление франкам. Исторические источники сообщают об упорной борьбе, которую вели франки для овладения Верденом и Нантом. По разным данным, жители Парижа не признавали своего подчинения власти Хлодвига I пять или даже десять лет. Окончательно население Северной Галлии примирилось с властью франков только после крещения Хлодвига I в 496 году.
В результате битвы при Суассоне было уничтожено последнее римское государственное образование в Галлии — Суассонская область. Её земли были присоединены к Франкскому государству, что увеличило его территорию почти в два раза. Южная граница королевства франков стала проходить по реке Луаре. Таким образом, владения Хлодвига I вошли в непосредственное соприкосновение с королевством вестготов, что впоследствии привело к нескольким вестгото-франкским военным конфликтам.